# Anastatus furnissi
Anastatus furnissi är en stekelart som beskrevs av Burks 1967. Anastatus furnissi ingår i släktet Anastatus och familjen hoppglanssteklar.
Artens utbredningsområde är Costa Rica. Inga underarter finns listade i Catalogue of Life.